# 하쿠센 나가시
《하쿠센 나가시》(白線流し)는 1996년 1월부터 3월까지 후지 TV에서 방송된 텔레비전 드라마이다. 총 11화가 방송됐으며 방송 후에 스페셜 드라마가 2005년까지 부정기적으로 방송됐다.

## 줄거리
마쓰모토시 마쓰모토 북고등학교 졸업을 앞둔 3학년을 중심으로 한 남녀 7명의 청춘 이야기이다. 우연히 만난 정시제 학생들과의 우정과 연애를 마쓰모토의 조용한 풍경을 배경으로 고등학교 졸업까지의 이야기를 그리고 있다.

## 출연
- 오코우치 와타루 - 나가세 토모야
- 나나쿠라 소노코 - 사카이 미키
- 이노 마도카 - 쿄노 코토미
- 하세베 유스케 - 가시와바라 다카시
- 요 키미코
- 히라이즈미 세이

## 부제, 시청률
| 제1화            | 1996년 1월 11일 | 졸업까지 200일             | 10.2% |
| 제2화            | 1996년 1월 18일 | 슬픔의 사각형 별자리       | 9.8%  |
| 제3화            | 1996년 1월 25일 | 천문대의 비밀              | 9.6%  |
| 제4화            | 1996년 2월 01일 | 배신당한 연애편지          | 9.6%  |
| 제5화            | 1996년 2월 08일 | 싸락눈 같은 사랑의 시작    | 12.4% |
| 제6화            | 1996년 2월 15일 | 눈물에 사라진 카시오페이아 | 11.1% |
| 제7화            | 1996년 2월 22일 | 가짜 미소·도쿄편           | 10.5% |
| 제8화            | 1996년 2월 29일 | 네가 추억이 되기 전에      | 12.3% |
| 제9화            | 1996년 3월 07일 | 밤하늘에 핀 우정의 꽃      | 12.6% |
| 제10화           | 1996년 3월 14일 | 천사의 고독                | 12.6% |
| 최종화           | 1996년 3월 21일 | 하늘도 날 수 있을 거야     | 12.4% |
| 평균시청률 10.9% |                 |                            |       |

## 주제가
- 주제가: 스피츠 〈소라모 토베루하즈〉
- 삽입곡: 스피츠 〈Y〉

## 스페셜
고등학교 졸업 후 각 인물의 모습을 그렸다.
| 제목                                    | 방송 연도 | 시청률 |
| --------------------------------------- | --------- | ------ |
| 《하쿠센 나가시: 19세의 봄》            | 1997년    | 19.3%  |
| 《하쿠센 나가시: 스무살의 바람》        | 1999년    | 14.4%  |
| 《하쿠센 나가시: 여행의 시》            | 2001년    | 17.1%  |
| 《하쿠센 나가시: 25세》                 | 2003년    | 16.0%  |
| 《하쿠센 나가시: 꿈꿀 나이는 지났어도》 | 2005년    | 14.5%  |